# Marshall (Contea di Dane, Wisconsin)
Marshall è un villaggio degli Stati Uniti d'America, situato in Wisconsin, nella contea di Dane.